# Matériel roulant de l'EP
Liste du matériel roulant de la Compagnie des tramways de l'Est parisien (EP).

## Automotrices électriques
| Illustration | Modèle ou type                        | Description | Nombre | Numéros | En service       | Hors service | Remarques |
| ------------ | ------------------------------------- | --- | ------ | ------- | ---------------- | ------------ | --------- |
|              | Type 300 (ex. accumulateurs)          | | 16     | 300-315 |                  |              |           |
|              | Type 500 été                          | Sans vitrages, parois latérales ouvertes, plates-formes d'extrémités.                                                          | 12     | 500-511 |                  |              |           |
|              | Type 512 été                          | À bogies, construites à partir de caisses et châssis d'attelage ouverts, motorisés et équipés de bogies « Maximum traction ».  | 23     |         |                  |              |           |
|              | Type 522 mixte (été-hiver)            | À bogies, construites à partir de caisses et châssis d'attelages ouverts, motorisés et équipés de bogies « Maximum traction ». | 22     | 512-556 |                  |              |           |
|              | Type B                                | Plus longues et luxueuses que les type C.                                                                                      | 4      | 21-24   | à partir de 1900 |              |           |
|              | Type C                                | | 221    | 1-225   | 1900..           |              |           |
|              | Type D (ex. Rouen)                    | À essieux. | 1      | 1       | 1903             |              |           |
|              | Type E et E' (modification du type C) | | 59     |         |                  |              |           |
|              | Type Le Raincy - Montfermeil          | Écartement métrique, matériel issu de la ligne Le Raincy - Montfermeil.                                                        |        |         |                  |              |           |

## Remorques
| Illustration | Modèle ou type | Description                                                | Nombre | Numéros  | En service | Hors service | Remarques |
| ------------ | -------------- | ---------------------------------------------------------- | ------ | -------- | ---------- | ------------ | --------- |
|              | « type été »   | Attelages ouverts à essieux rayonnants, système de Rechter | 59     | RO1-RO59 |            |              |           |
|              | « type hiver » | Attelages fermés, à essieux rayonnants, système de Rechter | 39     | R1-39    |            |              |           |

## Livrées
Tous ces véhicules sont en livrée blanc crème. À l'origine, les véhicules du groupe de la rive gauche de la Seine étaient rouge foncé.